# Verdronken Weide
De Verdronken Weide is een natuurgebied nabij de West-Vlaamse stad Ieper. Het wordt beheerd door het Agentschap voor Natuur en Bos en het meet iets meer dan 40 ha.
Van 1992-1996 werd dit gebied ingericht als waterbergingsgebied. Vooral het water van de Bollaertbeek wordt hier gebufferd. Ook wordt dit water gebruikt voor de productie van drinkwater.
In het gebied bevindt zich een diepe plas, aan de oever waarvan zich vele oeverplanten bevinden. Ook zijn er graslanden met wisselende waterstanden, waar moeraszuring, zilverschoon, veerdelig tandzaad, fraai duizendguldenkruid en platte rus aangetroffen worden.
In het gebied komen meer dan 160 vogelsoorten voor. zeldzame soorten zijn onder meer: zomertaling, slobeend, kleine plevier, kluut, rietzanger, waterral en blauwborst.
Een deel van het gebied wordt begraasd door runderen. Men kan er ook wandelen en er is een vogelkijkhut.